# Réez-Fosse-Martin
Réez-Fosse-Martin és un municipi francès, situat al departament de l'Oise i a la regió dels Alts de França. L'any 2007 tenia 173 habitants.

## Demografia

### Població
El 2007 la població de fet de Réez-Fosse-Martin era de 173 persones. Hi havia 50 famílies de les quals 8 eren unipersonals (4 homes vivint sols i 4 dones vivint soles), 4 parelles sense fills, 34 parelles amb fills i 4 famílies monoparentals amb fills.
La població ha evolucionat segons el següent gràfic:
Habitants censats

### Habitatges
El 2007 hi havia 61 habitatges, 57 eren l'habitatge principal de la família, 3 eren segones residències i 1 estava desocupat. 58 eren cases i 3 eren apartaments. Dels 57 habitatges principals, 43 estaven ocupats pels seus propietaris, 12 estaven llogats i ocupats pels llogaters i 2 estaven cedits a títol gratuït; 2 tenien dues cambres, 5 en tenien tres, 16 en tenien quatre i 34 en tenien cinc o més. 43 habitatges disposaven pel capbaix d'una plaça de pàrquing. A 18 habitatges hi havia un automòbil i a 32 n'hi havia dos o més.

### Piràmide de població
La piràmide de població per edats i sexe el 2009 era:
| Homes | Edats   | Dones |
| ----- | ------- | ----- |
| 0     | 95 o +  | 0     |
| 0     | 90 a 94 | 0     |
| 0     | 85 a 89 | 0     |
| 0     | 80 a 84 | 0     |
| 0     | 75 a 79 | 0     |
| 0     | 70 a 74 | 4     |
| 4     | 65 a 69 | 4     |
| 8     | 60 a 64 | 4     |
| 0     | 55 a 59 | 8     |
| 8     | 50 a 54 | 0     |
| 8     | 45 a 49 | 4     |
| 0     | 40 a 44 | 4     |
| 16    | 35 a 39 | 4     |
| 4     | 30 a 34 | 8     |
| 0     | 25 a 29 | 4     |
| 0     | 20 a 24 | 0     |
| 4     | 15 a 19 | 0     |
| 12    | 10 a 14 | 0     |
| 8     | 5 a 9   | 0     |
| 4     | 0 a 4   | 4     |

## Economia
El 2007 la població en edat de treballar era de 112 persones, 82 eren actives i 30 eren inactives. De les 82 persones actives 71 estaven ocupades (39 homes i 32 dones) i 11 estaven aturades (4 homes i 7 dones). De les 30 persones inactives 4 estaven jubilades, 14 estaven estudiant i 12 estaven classificades com a «altres inactius».

### Ingressos
El 2009 a Réez-Fosse-Martin hi havia 49 unitats fiscals que integraven 154 persones, la mediana anual d'ingressos fiscals per persona era de 22.018 €.

### Activitats econòmiques
Dels 2 establiments que hi havia el 2007, 1 era d'una empresa de construcció i 1 d'una empresa de serveis.
L'únic servei als particulars que hi havia el 2009 era un paleta.

## Poblacions més properes
El següent diagrama mostra les poblacions més properes.